# Federación Anarco Skinhead
Federación Anarco Skinhead (FASH) é uma federação criada entre o fim de 2002 em Ateneu Llibertari de Viladecans (Barcelona) e início de 2003 em Madrid na Espanha formada em sua maioria por skinheads e também por pessoas ligadas ao movimento, diferenciando-se da R.A.S.H. e S.H.A.R.P. por possuir membros exclusivamente anarquistas. Teve início através de debates entre skinheads antifascistas e anarco-punks, o intuito era expandi-lá para o resto do país e também para outras partes do mundo, seus objetivos são coletivos e permitem que novos indivíduos forneçam novas ideias. Acreditam que com luta combateram a manipulação do movimento skinhead feita pela mídia burguesa. A F.A.S.H. Zona Norte, surgiu para organizar e estabelecer vínculos com indivíduos e grupos, eles tem uma visão comum da vida que é a luta para que skinheads e anarquistas cresçam o mais rapidamente possível, mudar o mundo em que eles vivem  e transformar suas próprias vidas.